# Yapoo - Il bestiame umano
Yapoo - Il bestiame umano (家畜人ヤプー?, Kachikujin yapū) è un manga in otto volumi tratto dall'omonimo romanzo di fantascienza dello scrittore giapponese Shōzō Numa. La sceneggiatura del manga è dello stesso Shōzō Numa, mentre i disegni sono di Tatsuya Egawa.
Il manga è stato edito in Giappone nel 2002 da Gentosha Comics. In Italia è stato pubblicato da d/visual nel 2005, nella collana d/books ma la pubblicazione è stata interrotta al quarto volume.

## Trama
La storia è ambientata in Germania negli anni sessanta. La vacanza della nobile Clara Von Kotowitz e del suo aitante fidanzato giapponese Rinichiro Sebe viene interrotta quando una navicella spaziale proveniente dal futuro piomba sopra il loro chalet.
Alla guida del velivolo c'è Pauline, una ragazza proveniente da un lontano futuro, dove si è instaurata una società matriarcale basata sul predominio assoluto delle donne sugli uomini e della razza bianca su quella nera (ridotta in schiavitù) e su quella asiatica, i cui componenti sono allevati in riserve alla stregua di animali o peggio, dopo orribili mutilazioni chirurgiche e genetiche, come elementi di arredo.
Pauline non si rende subito conto di essere arrivata nel passato ed è convinta che l'asiatico Rinichiro sia sottomesso a Clara, comportandosi di conseguenza e minando il rapporto tra i due fidanzati.